# Publius Manlius Vulso (Prätor)
Publius Manlius Vulso entstammte der altrömischen Patrizierfamilie der Manlier und war 210 v. Chr. Prätor.

## Leben
Publius Manlius Vulso verwaltete 210 v. Chr. als Prätor die Insel Sardinien. Seine Amtszeit fiel etwa in die Mitte des Zweiten Punischen Krieges, den die Römer gegen Hannibal führten. Für die Verteidigung Sardiniens konnte sich Manlius auf zwei Legionen stützen. Als eine von Hamilkar kommandierte karthagische Flotte Ende des Sommers 210 v. Chr. vor der an der Nordostküste Sardiniens gelegenen Stadt Olbia auftauchte und diese verwüstete, erschien dort auch Manlius mit seiner Armee. Daraufhin segelten die Karthager weiter und verheerten die Gegend von Carales (das heutige Cagliari). Sonst ist über Manlius’ Leben nichts überliefert.